# 放送禁止歌
『放送禁止歌』（ほうそうきんしか）は、ノンフィクション作家・映画監督の森達也によるドキュメンタリー。1959年に日本民間放送連盟（民放連）が定めた要注意歌謡曲指定制度により放送禁止となった楽曲について取り上げた作品である。

## 概要
本作はフジテレビの深夜番組『NONFIX』にて1999年11月に『「放送禁止歌」〜歌っているのは誰? 規制しているのは誰?〜』というタイトルで放送され、さらに番組の制作過程がまとめられ書籍化された。2000年7月にデーブ・スペクター監修により解放出版社から刊行。2003年6月に加筆修正され、光文社文庫より文庫化された（ISBN 4-334-78225-6）。

これらの楽曲がなぜ放送できなくなったのか、なぜこのような制度ができたのかを、楽曲を歌ったアーティストや放送局、民放連や部落解放同盟など、様々な関係者に多角的に取材を行い、自主規制の背景を検証している。また番組内では、それまで自主規制により放映できなかった放送禁止歌を、局内での調整を経て放映している。

## 番組で取り上げた楽曲
- 網走番外地 - 高倉健
- イムジン河 - フォーク・クルセダーズ
- S・O・S - ピンク・レディ
  - イントロに入った「SOS」のモールス信号を、航海中の船舶が本物と間違う放送事故が起きたため、該当部分がカットされた[1]。
  - 性的な歌詞が問題とされたわけではない。
- 自衛隊に入ろう - 高田渡[2]
  - プロテストソングとして作ったが皮肉が通じず、当時の防衛庁からPRソングとして使いたいと申し入れがあったことで知られる[3]。
- 支那の夜 - 渡辺はま子
  - 「支那」が蔑称であるとされた[1]。
- 傷痍軍人の歌 - 朴保
- スキンシップ・ブルース - 高田渡[4]
- 竹田の子守唄 - 赤い鳥
  - 歌詞の内容が被差別部落を指しているとして問題とされた[1]。
  - 元は京都の被差別部落内の伝承歌を採譜した曲で、部落解放同盟の合唱団でも歌っていた[3]。それがフォーク界で広まるうちに出処がわからなくなり、赤い鳥は大分県竹田市の歌と誤解していた（竹田市の読みは「たけた」）[3]。詳細は「竹田の子守唄」を参照。
- 手紙 - 岡林信康
  - 部落問題を扱った歌詞。結婚差別によって引き裂かれる男女の悲しみと、部落差別に対する怒りを歌っている。
  - 森の取材によれば、部落解放同盟が歌詞に抗議をしたことはなく、むしろ同盟の主張に沿ったものとして好意的に捉えている[1]。
  - ドキュメンタリー番組では歌詞抜きの音声のみ流された。
  - 現在は通信カラオケにも普通に収録されている[5]。
- ブンガチャ節 - 北島三郎[6]
- 悲惨な戦い - なぎら健壱
  - 「若秩父のまわしが落ちた」という歌詞などが問題とされた[1]。

## 光文社文庫版『放送禁止歌』掲載楽曲
下記は『放送禁止歌』p.258-259に記載。その他の「要注意歌謡曲」については同書のp.70-71を参照。
- I Love Youはひとりごと - 原由子
  - 性的な歌詞が問題とされた。
- 網走番外地 - 高倉健
- 雨を見たかい - クリーデンス・クリアウォーター・リバイバル
- 五木の子守唄
- イマジン - ジョン・レノン
- イムジン河 - ザ・フォーク・クルセダーズ
- 後から前から - 畑中葉子
- 悦楽のブルース - 島和彦
- 大島節 - 山平和彦
- おそうじオバチャン - 憂歌団
  - 「おそうじオバチャン」 が職業差別語にあたるとされたため「お政治オバチャン」に改題[1]。
- オー脳 - 泉谷しげる
- オハイオ - ニール・ヤング
- 関東流れ者 - 松方弘樹
  - ヤクザ用語を多用した歌詞が問題とされた[1]。
- がいこつの唄 - 岡林信康
- かごめかごめ
- からっぽの世界 - ジャックス[7]
  - 「ぼく唖になっちゃった」という歌詞が差別語であるとされた[3]。
  - 歌詞全体が「子供が殺されて海の底に沈められた」という陰惨なものだが、「唖」という単語だけが問題とされた。
- 君が代 - 忌野清志郎
- 極めつけ!!お万の方 - つボイノリオ
- 金太の大冒険 - つボイノリオ
- くそくらえ節 - 岡林信康
- 黒いカバン - 泉谷しげる
- 月経 - 山平和彦
  - ゲットーに収容されたユダヤ人女性の心境を歌った曲。
- コップ・キラー - アイス-T
- 三億円強盗事件の唄 - 高田渡
- 山谷ブルース - 岡林信康
- 自衛隊に入ろう - 高田渡
- しおふき小唄 - 窪園千枝子
- 支那の夜 - 渡辺はま子
- 小便だらけの湖 - 三上寛
- 心中日本 - 長谷川きよし
  - 発売前に規制され「発売禁止歌」とされたため、『心ノ中ノ日本』に改題してシングルを発売した[1]。
- スキンシップ・ブルース - 高田渡
- 生活の柄 - 高田渡
  - 「浮浪者」という歌詞が問題とされた[1]。
- 世界革命戦争宣言 - 頭脳警察
- 赤軍兵士の歌 - 頭脳警察
- セーラー服を脱がさないで - おニャン子クラブ
- 戦争小唄 - 泉谷しげる
- 蘇州夜曲 - 渡辺はま子
- DARLING NIKKI - プリンス
- 竹田の子守唄 - 赤い鳥
- チューリップのアップリケ - 岡林信康
  - 「手紙」と同様に部落差別について正面から歌った曲。
- 手紙 - 岡林信康
- 東京流れ者
  - ヤクザを歌った曲として問題とされた[1]。
- 通りゃんせ
  - 「帰りは恐い」が被差別部落を指しているとされたが、部落解放同盟は逆にそうした解釈こそ「差別的」と批判している。
- 時には娼婦のように - 黒沢年男
  - 「娼婦」という言葉が職業差別にあたるとされた[1]。
  - 歌詞全体が性的な内容だが、差別語であるという点だけが問題とされた。
- 友よ - 岡林信康
- ネリカンブルース - 作者不詳
- 波止場だよお父つぁん - 美空ひばり
- パフ - ピーター・ポール&マリー
- 悲惨な戦い - なぎら健壱
- びっこの仔犬 - 加山雄三
- びっこの七面鳥 - 美空ひばり
- びっこのポーの最後 - 友部正人
- びっこのもぐらの物語 - ダボーズ
- ブンガチャ節 - 北島三郎
- ヘライデ - 岡林信康
  - 皇室タブーに抵触する歌詞。
- 放送禁止歌 - 山平和彦
- ほたるこい（童謡）
  - 「あっちの水」「こっちの水」という歌詞が被差別部落を指すとされ、一部地域で放送禁止になったとも伝えられる[1]。
  - 部落解放同盟は逆にそうした解釈こそ「差別的」と批判している。
- 不如帰（ほととぎす） - 村上幸子
  - 1988年のヒット曲。「泣いて血を吐くほととぎす」という歌詞が、昭和天皇の下血に配慮して一時期放送禁止扱いとなる[1]。
  - なお、下血は肛門から血便として出血する症状であり、口から血を吐くのは吐血または喀血である。
- 街と飛行船 - 六文銭
  - 「まま子、みなし子」という歌詞が差別語であるとされた[1]。
- MILORD - エディット・ピアフ
- 夢は夜ひらく - 三上寛
- ヨイトマケの唄 - 美輪明宏[8]
  - 「土方」という歌詞が差別語であるとされた[3]。
- LOVE FOR SALE - ビリー・ホリデイ
- ルーシー・イン・ザ・スカイ・ウィズ・ダイアモンズ - ザ・ビートルズ
- レッツ・スペンド・ザ・ナイト・トゥゲザー - ザ・ローリング・ストーンズ
- ワイルド・シング - トーン・ロック
- 私たちの望むものは - 岡林信康